# Camp d'en Grassot i Gràcia Nova
Camp d'en Grassot i Gràcia Nova este un cartier din districtul 6, Gràcia, al orasului Barcelona.